# طلال عيتاني
طلال عيتاني (1961 - الآن). هو مترجم أمريكي لبناني، مشهور بترجمته للقرآن إلى اللغة الإنگليزية.

## حياته الشخصية
ولد عيتاني في بيروت سنة 1961 م، وهاجر إلى الولايات المتحدة الأمريكية وهو في الثامنة عشرة من عمره لإكمال دراسته الجامعيّة في الهندسة الإلكترونية. ثمّ إنّه أسّس شركته الخاصة في مجال الاتصالات.

## ترجمة القرآن
أصدر عيتاني سنة 2015 ترجمته للقرآن محاولاً جعلها سلسة واضحة للقارئ الإنگليزي، وقد تعرّضت هذه الترجمة لانتقاد عبد العزيز الحداد مفتي دبي الذي شدّد على أهميّة تشكيل لجنة للمصادقة على ترجمات القرآن.